# Staro seło (obwód Łowecz)
Staro seło (bułg. Старо село) – wieś w północnej Bułgarii, w obwodzie Łowecz, w gminie Trojan.
W miejscowości znajduje się zabytkowa cerkiew pw. Iwana Riłskiego oraz mleczarnia.